# Kallaboochahalli, Hunsur
Kallaboochahalli là một làng thuộc tehsil Hunsur, huyện Mysore, bang Karnataka, Ấn Độ.